# Изола Санта (Лука)
Изола Санта је насеље у Италији у округу Лука, региону Тоскана.
Према процени из 2011. у насељу је живело 35 становника. Насеље се налази на надморској висини од 544 м.